# Ingeburg von Oldenburg
Ingeburg von Oldenburg († 31. Januar 1407) war Äbtissin im Stift Freckenhorst.

## Leben

### Herkunft und Familie
Ingeburg von Oldenburg wuchs als Tochter des Konrad von Oldenburg und seiner Gemahlin Kunigunde von Diepholz zusammen mit ihren Geschwistern Johan und Mauritz auf. Letzterer war mit Elisabeth von Braunschweig verheiratet. Deren Kinder waren Johann, Anna (verh. mit Otto von Waldeck) und Ingeburg (verh. mit Okko ten Brock).

### Werdegang und Wirken
Nach dem Tode ihrer Amtsvorgängerin Mechthild von dem Berge wurde Ingeburg im Herbst 1383 zur Äbtissin gewählt. Das wichtigste Ereignis in ihrer Amtszeit war wohl der Vertrag vom 28. Oktober 1400 zwischen Bischof Otto und dem Grafen Nikolaus von Tecklenburg, der den Umfang der Rechte der Edelvogtei über Güter und Personal des Stifts Freckenhorst regelte.
Ingeburg blieb bis zu ihrem Tode im Amt. Ihre Nachfolgerin war Margaretha von Ahaus.